# Jake Bass
Jacob Kelly "Jake" Bass (Montreal, 22 de fevereiro de 1991) é um modelo canadiano, influenciador e ex-estrela de filmes adultos gays. Sua carreira na indústria cinematográfica adulta começou no início de 2011 e terminou em meados de 2015.

## Biografia
Nascido em Montreal, Quebec, Jake Bass entrou na indústria pornográfica pela primeira vez em 2010, quando ele apareceu em uma cena individual para o estúdio de filme pornográfico Squirtz. De acordo com Jake, sua entrada na indústria não era algo que ele tinha planeado. Mais tarde, ele filmou várias cenas para o Videoboys. Em 2011, ele foi procurado pelo proprietário do estúdio pornográfico CockyBoys, Jake Jaxson, que o contratou como um modelo exclusivo. No final de 2014, o Men.com anunciou que Jake acaba por fazer parte do elenco e atuaria no filme Men of Anarchy.

"Meu nome real é francês, mas os americanos não gostaram dele, Simplesmente eu adorei o nome Jake, pois foi um nome de usuário que eu utilizava em jogos e personagens de RPGs e também nos jogos de DnD, quando eu era mais novo e sobre o sobrenome Bass... que soa realmente gay, foi ideia de uma das minhas últimas namoradas, ela tinha se baseado no livro Gossip Girl, antes de se tornar um programa de TV e ela sempre dizia que eu era como o Chuck Bass e eu li um pouco sobre ele e acabei por amar o personagem!"

—Jake Bass contando sobre a história por trás de seu nome artístico.
Em 2012, ele venceu o concurso Fleshjack Boy. O CEO da companhia Fleshlight teve de escolher apenas cinco vencedores, mas devido devido à relação estreita a distância entre o quinto e o sexto lugar, teve de selecionar seis vencedores, tornando Jake um dos vencedores.
Ele estrelou no filme Project GoGo Boy, que foi realizado por Jake Jaxson. O filme foi indicado várias vezes no Grabby Awards e venceu em quatro categorias, incluindo o "Melhor Filme", "Melhor Realizador" e "Melhores Artistas Revelação" por Tate e Max Ryder (em empate), coestrelas do filme. Os críticos consideraram o filme como um gênero reflexivo e desfocaram as linhas entre a realidade, a performance artística e o sexo pornográfico. Em 2013, ele foi nomeado para quatro Grabby Awards, nas categorias de Melhor Artista Revelação, Melhor Ator, Passiva mais Sensual e Artista da Internet do Ano. Ele estrelou com Max Ryder em outro filme premiado, Roadstrip.
Em 2014, Jake Jaxson revelou que Jake estaria em seu próximo filme Jake Jaxon's Answered Prayers. Em abril, Jake desfilou de roupas íntima para o Pump!. Em junho, Jake desfilou para a coleção "World Pride” da WRKDEPT.

## Vida pessoal
Jake Bass estudou psicologia na Universidade McGill. Seu pai faleceu de uma doença prolongada e debilitante quando Jake tinha apenas 16 anos.

## Filmografia

### Squirtz
| Ano  | Título    | Com participação de | Notas            |
| ---- | --------- | ------------------- | ---------------- |
| 2011 | Jake Bass | Individual          | Primeira estreia |

### Videoboys
| Ano  | Título                                    | Com participação de |
| ---- | ----------------------------------------- | ------------------- |
| 2011 | The Duel: Jake Bass challenges Luda Wayne | Luda Wayne          |
| 2013 | Educating Liam                            | Liam Emerson        |

### Cockyboys
Ano: 2011-presente
| Título                                       | Com participação de            |
| -------------------------------------------- | ------------------------------ |
| Gabriel Clark, Kennedy Carter & Jake Bass!!! | Gabriel Clark & Kennedy Carter |
| Jake Bass & Justin LeBeau                    | Justin LeBeau                  |
| Jake Bass & Alex Vaara's Perfect Weekend     | Alex Vaara                     |
| Jake Bass & Dillon Rossi                     | Dillon Rossi                   |
| Jake Bass Interviews Zach                    | Zach                           |
| Answered Prayers: The Banker                 | Ricky Roman                    |
| Sons of Montreal: Pierre Fitch vs. Jake Bass | Pierre Fitch                   |
| Answered Prayers: The Lamb                   | Max Ryder                      |

### Men
Ano: 2014-presente
| Título                 | Com participação de |
| ---------------------- | ------------------- |
| Men of Anarchy pt. III | Gabriel Cross       |
| Forbidden pt. IV       | Allen King          |